# Příkazy
Příkazy (en allemand : Brikaß) est une commune du district et de la région d'Olomouc, en République tchèque. Sa population s'élevait à 1 323 habitants en 2023.

## Géographie
Příkazy se trouve à 8 km au nord de Litovel, à 9,5 km au nord-ouest d'Olomouc, à 63 km à l'ouest de Brno et à 201 km à l'est-sud-est de Prague.
La commune est limitée par Střeň au nord, par Horka nad Moravou à l'est, par Skrbeň à l'est et au sud-est, par Těšetice au sud, par Senice na Hané au sud-ouest, par Náklo à l'ouest.

## Histoire
La première mention écrite de la localité date de 1250.

## Transports
Par la route, Příkazy se trouve à 11 km de Litovel, à 11 km d'Olomouc et à 234 km de Prague.

## Administration
La commune se compose de deux sections :
- Hynkov
- Příkazy

## Galerie

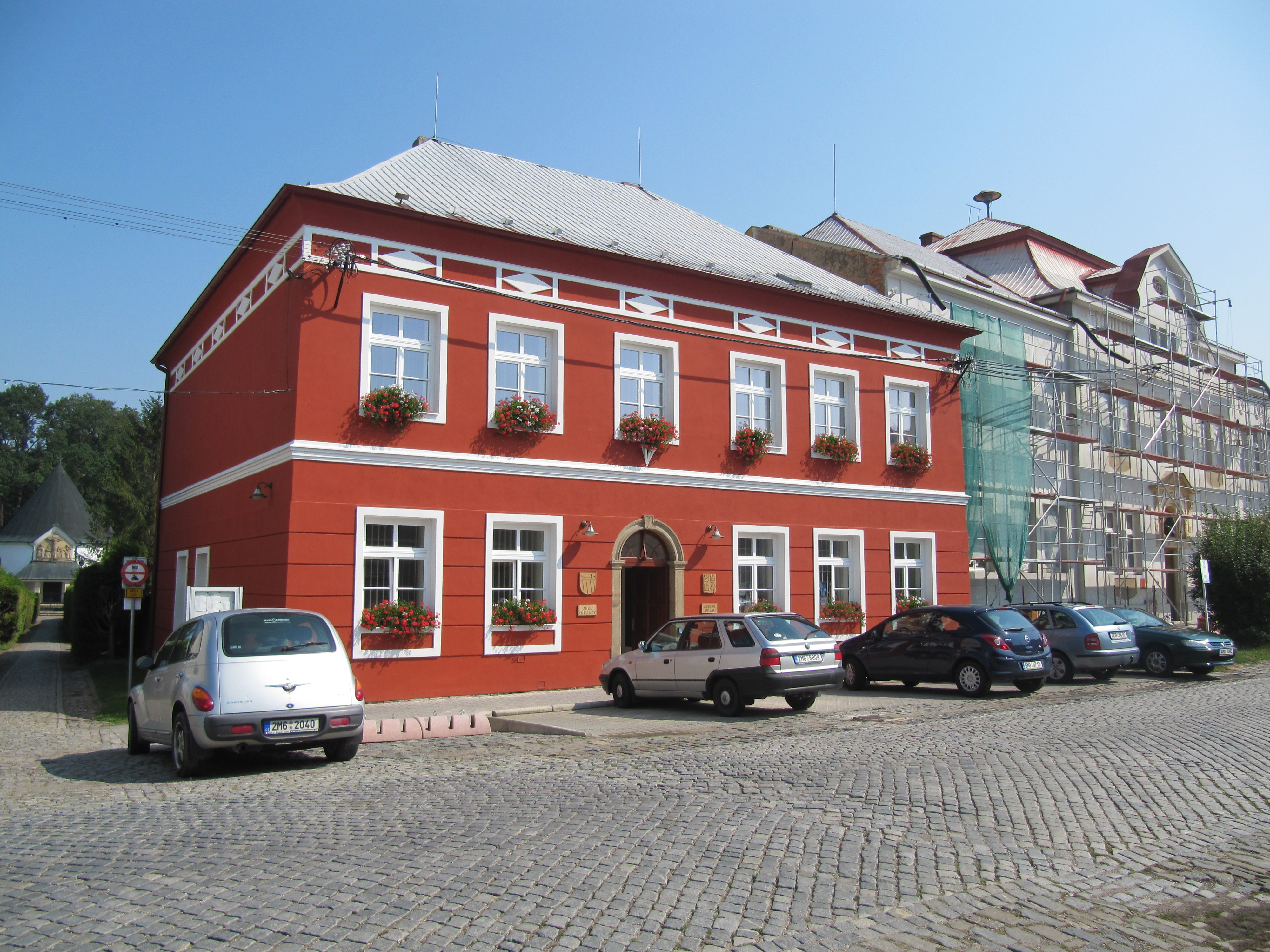
Příkazy : la mairie.
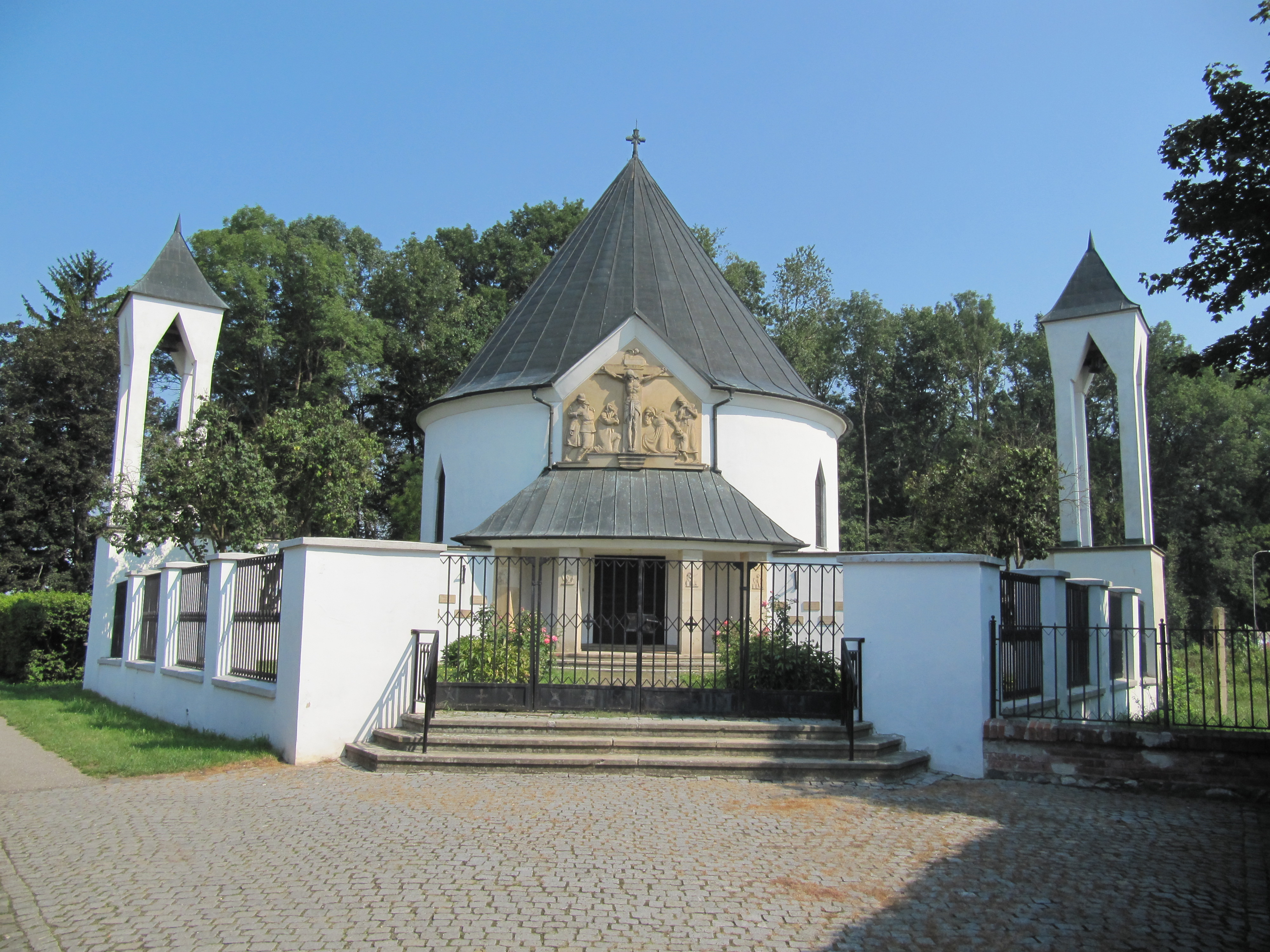
Chapelle à Příkazy.